# Ludwig Johann Schenck zu Schweinsberg
Ludwig Johann Peter Julius Schenck zu Schweinsberg (* 30. Oktober 1801 in Marburg; † 18. April 1868 in Homberg (Efze)) war ein deutscher Landrat und Mitglied der Kurhessischen Ständeversammlung.

## Leben

### Herkunft und Familie
Ludwig Johann Schenck zu Schweinsberg entstammte dem hessischen Uradelsgeschlecht Schenck zu Schweinsberg, aus dem zahlreiche namhafte Persönlichkeiten hervorgegangen sind. Er war der Sohn des Johann Karl Ludwig Schenck zu Schweinsberg (1772–1814) und dessen Ehefrau Johanne Brucher (1769–1849).

### Wirken
Nach seiner Schulausbildung schlug er die Verwaltungslaufbahn ein und wurde Amtsaktuar in Amöneburg im Landkreis Marburg-Biedenkopf. Bevor er 1840 Nachfolger des verstorbenen Friedrich Cranz als Landrat des Landkreises Homberg wurde, war er in Windecken als Justizbeamter tätig. Von 1842 bis 1848 war er Mitglied der Kurhessischen Ständeversammlung, die 1830 nach den schweren Unruhen konstituiert wurde und die Landstände der Landgrafschaft Hessen faktisch ablösten. Sie verfügte – anders als die Landstände – nur über eine Kammer. Darin vertreten waren u. a.  je ein Abgeordneter der fünf Bezirke der Althessischen Ritterschaft. Ludwig Johann war für die Ritterschaft des Lahnstroms angetreten.